# Королёв, Олег Борисович
Оле́г Бо́рисович Королёв (род. 5 февраля 1941, Луга, Ленинградская область, СССР ― 29 сентября, 2008, Санкт-Петербург, Россия) ― советский и российский артист оперетты. Народный артист Республики Карелия (2001).

## Биография
Родился 5 февраля 1941 года в городе Луга Ленинградская области. В 1967 году окончил музыкальное училище при Ленинградской государственной консерватории, в 1967–1968 годах учился в Ленинградской государственной консерватории им. Н. А. Римского-Корсакова.
После сезона работы в Удмуртском музыкально-драматическом театре Олег Королёв получил приглашение в Музыкальный театр Карелии. Он начал с ролей простаков и сыграл Папачоду («Ночь в Венеции» И. Штрауса, 1968), виконта де Каскада («Весёлая вдова» Ф. Легара, 1968), Василия Тюнина («Конкурс красоты» А. Долуханяна, 1969). Затем на несколько лет покинул Петрозаводск и в 1972–1980 годах работал в Саратовском театре оперетты, Ставропольском краевом и Волгоградском театрах музыкальной комедии.
Вернувшись в Карелию, Олег Борисович перешёл на амплуа комика-буфф и стал основным исполнителем комических ролей в спектаклях оперетты.

## Семья
- Первая жена ― Валентина 
  - Сын ― Антон Олегович Королёв
- Вторая жена ― Татьяна Вольфсон, актриса
  - Дочь ― Ольга Олеговна Лозовая (1972 ― 2018), Заслуженная артистка Российской Федерации (2005)[5]
- Третья жена ― Марина Ивановна Королёва
  - Сын ― Борис Олегович Королёв
  - Сын ― Аким Олегович Королёв